# Jeremih
Jeremih Felton, född 17 juli 1987, mer känd under artistnamnet Jeremih, är en amerikansk sångare och låtskrivare. Hans debutalbum Jeremih släpptes 2009, hans andra album All About You gavs ut 2010, har också gett ut albumet Late Nights: The Album 2015 och Late Nights:Europe 2016.  
Bland de låtar med honom som getts ut som singlar finns "Imma Star (Everywhere We Are)", "Birthday Sex", "Down on Me" och "Don't Tell' Em".